# Carl Fredrik Hill

La pomera en flor de 1877 oli sobre llenç, 50 X 61 cm. Museu nacional d'Estocolm

Carl Fredrik Hill   (Lund, 31 de maig de 1849 - Lund, 22 de febrer de 1911), fou un pintor i dibuixant suec. És conegut pels paisatges atmosfèrics que va pintar durant els primers quatre anys de la seva carrera, i pels dibuixos d'escenes fantàstiques que va crear després d'haver estat malalt mentalment als últims vint anys.

## Biografia
Joventut i formació

Nascut fill d'un professor de matemàtiques, Hill va créixer a la ciutat universitària de Lund, al sud de Suècia, i va haver de dedicar-se sol com a pintor paisatgista en contra dels desitjos del seu pare. Després d'estudiar a la Reial Acadèmia Sueca de Belles Arts, va marxar a França. L'estiu de 1874, va viatjar al poble de Barbizon al sud de París, que era una pròspera colònia d'artistes. Tant l'escola de Barbizon com Jean-Baptiste Camille Corot van tenir una influència decisiva en ell.

## Carrera
Hill va escriure:
| « | <"M'he convençut que l'art no té cap altre objectiu que la veritat, le vrai. No el trigament naturalista, sinó el veritable cor."> | » |

Va buscar els seus temes a diferents llocs de França; Montigny-sur-Loing, Champagne i Normandia. Influït per l'impressionisme, va abandonar la coloració fosca dels seus primers quadres el 1876 i va començar a pintar. en un estil més lliure, de vegades aplicant impasto amb un ganivet de paleta.
| « | <"L'ambició em porta a sobre-esforçar-me i no em dono pau",> | » |

va dir. Tot i això, els esforços de Hill no van ser coronats amb èxit oficial; les seves obres van ser rebutjades quan va els va presentar al Saló de París. Després d'un greu atac psicòtic el gener de 1878 i posterior hospitalització, la seva carrera com a paisatgista va acabar als 28 anys. Li van diagnosticar al·lucinacions i paranoia. Uns amics el van ajudar a tornar a casa a Suècia, on es va refugiar a la casa dels seus pares després d'un breu període a l'hospital mental St. Lars de Lund, on va ser atès per la seva mare i una germana durant 28 anys fins a la seva mort el 1911. Hill va ser enterrat a Östra. cementiri de Lund.

## Període posterior
Durant els 28 anys anteriors a la seva mort, el treball creatiu de Hill va entrar en una nova etapa. L'historiador de l'art suec Ragnar Josephson l'anomena "el segon gran període de la seva vida com a pintor". El seu art va continuar sense parar; durant aquests anys dibuixava quatre dibuixos al dia. Els motius dels dibuixos de Hill en aquest període provenien de la imaginació i la memòria, així com d'art i il·lustracions més antics. Per a Hill, dibuixar era una manera de prendre el control del nou món que ara havia succeït al vell. Sobre el paper va crear un món propi. El dibuix es va convertir en una manera de distreure les forces del mal que percebia que l'envoltaven constantment. Es va defensar fent servir un llapis com a arma. 
| « | <"El príncep dels murmuris... on el món brilla en una lluita vermella com a sang",> | » |

escriu Gunnar Ekelöf en un poema a Hill.
Hill mai va viure per veure el seu reconeixement com a artista. Va produir milers de dibuixos amb diverses tècniques: llapis de colors, llapis, tinta, tinta china i aquarel·la. Es creu que encara existeixen uns 3.500 dibuixos, dels quals més de 2.600 formen part de les col·leccions del Museu d'Art de Malmö, així com 23 de les seves pintures a l'oli. La col·lecció més gran de totes va ser donada al Museu d'Art de Malmö pels hereus de Hill i s'ha incrementat amb importants regals de col·leccions privades.
Els dibuixos de Hill van ser descoberts i admirats principalment pels artistes. Gràcies al col·leccionista suec Rolf de Maré (1888–1964), l'obra de Hill es va donar a conèixer en relació amb l'avantguarda francesa dels anys 20 i 30. L'any 1949, cent anys després del naixement de Hill, es va mostrar una exposició itinerant a Londres, Lucerna, Basilea, Ginebra i Hamburg. L'exposició va ser un èxit i l'any 1952 l'Institut Tessin de París va publicar un llibre sobre Hill amb una introducció de Jacques Lassaigne. Des de llavors, diverses obres sobre Hill han aparegut a Suècia, i les exposicions de Hill se succeeixen tant a Suècia com a l'estranger. Hill és ara considerat com un dels paisatgistes més importants de Suècia, i els dibuixos realitzats durant el temps que va estar malalt a Lund també l'han donat a conèixer fora de Suècia.

## Altre fonts
- Lindhagen, Nils (1976). Carl Fredrik Hill Sjukdomsteckningarna. (Malmö: Bernces förlag). ISBN 91-500-0274-0
- Rosdal, Anders. (2003). Hill målar (Malmö: Malmö Art Museum) ISBN 91-87336-67-7
- Christenson, Göran (2000). Carl Fredrik Hill. (Malmö: Malmö Art Museum). ISBN 91-630-9979-9